# Малая Дещенка
Малая Дещенка (бел. Мала́я Дзе́шчанка) — упразднённая деревня в Узденском районе Минской области Беларуси. Входила в состав Дещенского сельсовета.

## География
Рядом проходит трасса Р-23, пролегает дорога Н-9342.
Ближайшие населённые пункты Дещенка, Володьки, Дегтяное и др.

## История
До 30 октября 2009 года деревня входила в состав Озерского сельсовета.
5 марта 2025 года упразднена деревня Малая Дещенка, территория включена в состав агрогородка Дещенка.

## Население

### Численность
- 2009 год — 7 жителей

### Динамика
- 1999 год — 11 жителей (перепись населения)
- 2009 год — 7 жителей (перепись населения)[5]

## Улицы
- Центральная